# Stazione di Bari Loseto
La stazione di Bari Loseto è una fermata ferroviaria di Bari, posta sulla ferrovia Bari-Bitritto. È gestita da Rete Ferroviaria Italiana (RFI).

## Storia
La fermata è stata attivata il 30 dicembre 2023, mentre il servizio commerciale da parte di Trenitalia è iniziato l'8 gennaio 2024

## Strutture e impianti
La fermata è dotata di un binario.

## Servizi
La stazione è priva di biglietteria self service. 
La stazione dispone di:
- Sala d'attesa
- Servizi igienici
- Parcheggio di scambio
- Accessibilità per portatori di handicap
- Fermata autolinee extraurbane